# Вишнёвое (Правдинский район)
Вишнёвое — посёлок в Правдинском районе Калининградской области. Входит в состав Железнодорожного городского поселения.

## Население
| 2002 | 2010 |
| ---- | ---- |
| 178  | ↘154 |

## История
В 1910 году в Альтендорфе насчитывалось 656 жителей, в 1933 году — 784 жителя, в 1939 году — 717 жителей.
В 1946 году Альтендорф был переименован в поселок Вишневое.